# Аршкайняй
Аршкайняй (Arškainiai) — село у Литві, Расейняйський район, Расейняйське староство, біля східної околиці міста Расейняй. 2001 року в Аршкайняї проживало 113 осіб.
Протікає річка Прабауда — притока Шалтуони, неподалік розташоване село Ґірдайчяй.